# Тюма
Тюма (Алабашка) — река в России, протекает в Тюменской области. Устье реки находится в 4 км по левому берегу протоки Старая Река, впадающей слева в Иртыш в 373 км от устья. Длина реки составляет 166 км. В 29 км от устья по левому берегу впадает река Евар.

## Данные водного реестра
По данным государственного водного реестра России относится к Иртышскому бассейновому округу, водохозяйственный участок реки — Иртыш от впадения реки Тобол до города Ханты-Мансийск (выше), без реки Конда, речной подбассейн реки — бассейны притоков Иртыша от Тобола до Оби. Речной бассейн реки — Иртыш.
Код объекта в государственном водном реестре — 14010700112115300013845.